# سليمان بن المنصور
سليمان بن أبي جعفر المنصور هو أمير عباسي ابن الخليفة العباسي أبي جعفر المنصور، تولى ولاية البصرة والجزيرة والشام في عهد ابن أخيه الخليفة هارون الرشيد، كما ولى الشام في عهد نجل الرشيد وخليفته الأمين.

## سيرته
هو نجل الخليفة العباسي المنصور من إحدى زوجاته فاطمة بنت محمد الطلحي، حفيدة عيسى بن طلحة التيمي، وهو ابن أحد كبار صحابة النبي طلحة بن عبيد الله. كانت عباسة ابنة سليمان زوجة الخليفة هارون الرشيد، في عهد الرشيد قاد سليمان فريضة الحج عام 793م، وتولى ولاية البصرة والجزيرة والشام.
كلف ابن الرشيد وخليفته الأمين سليمان بتأمين البيعة لخلافته.  ثم أعاد تعيين سليمان على ولاية الشام حوالي 809-810 م ردًا على الاضطرابات في دمشق الناجمة عن سرقة إبريق بلوري ثمين من الجامع الأموي، بدلا من المنصور بن المهدي، الذي تمرد عليهم أهل دمشق ورفضوا الصلاة خلفه. بصفته واليا للشام، كان سليمان "أحد أعمدة النظام العباسي"، وفقًا للمؤرخ ويلفرد مادلونغ.
خلال الفتنة الرابعة، التي اندلعت في عام 811م بسبب صراع الخلافة بين الأمين والمأمون، هاجمت بقايا السلالة الأموية التي أطاح بها العباسيون من الخلافة عام 750م والمتعاطفون معهم، بقيادة أبو العميطر السفياني، منزل سليمان بقصر الحجاج. بن يوسف. فأطلق سليمان سراح ابن بيهس زعيم قبيلة قيس عيلان أثناء هجوم الأمويين وساعده ابن بيهس على الهروب. رافقه القائد القيسي عبر الحوران إلى ثنية العقاب. من هناك شق سليمان طريقه إلى الكوفة في العراق. أثناء هروبهم تعرضت القوات العباسية للهجوم والنهب من قبل الغوغاء في دمشق.
عند عودته إلى العراق، بقي سليمان من بين أنصار الأمين البارزين، حيث بقي معه ومع القوات الموالية له أثناء تحصينهم في مدينة السلام ببغداد. ووفقًا لرواية جاءت تاريخ الطبري، كان سليمان من بين أولئك الذين اقترب منهم طاهر بن الحسين لإقناع الأمين بالاستسلام للمأمون.